# Neuontobotrys linearifolia
Neuontobotrys linearifolia är en korsblommig växtart som först beskrevs av Carl Ernst Otto Kuntze, och fick sitt nu gällande namn av Al-shehbaz. Neuontobotrys linearifolia ingår i släktet Neuontobotrys och familjen korsblommiga växter. Inga underarter finns listade i Catalogue of Life.